# Tell Abraq
Tell Abraq (àrab: تل أبرق, Tall Abraq) és un jaciment arqueològic dels Emirats Àrabs Units situat a la frontera entre Xarjah i Umm al-Qaiwain, uns 50 quilòmetres al nord-est de Dubai. Conserva les restes d'una ciutat aleshores situada a la costa del Golf Pèrsic, tot i que, actualment, els canvis en el nivell de la mar han situat les ruïnes de la ciutat terra endins. És en la carretera principal que va d'Umm Al Qaiwain a Falaj Al Mualla.
El tel que conté les ruïnes de Tell Abrag el va excavar un equip de la Universitat de Copenhaguen que treballava en les extenses restes de la ciutat d'Ed-Dur, uns quilòmetres al nord. L'objectiu era confirmar la seqüència temporal anterior a la primacia de Ed-Dur, a l'entorn del 1000 abans de la nostra era. Es van sorprendre, però, en trobar amplis indicis d'assentaments molt anteriors, que es remunten al període de la cultura d'Umm al-Nar, inclosa una fortificació monumental del mil·lenni III abans de la nostra era.
Tell Abraq es considera «l'assentament prehistòric més ben preservat i més gran del Baix Golf» i es creu que és un dels llocs clau de l'àrea que els sumeris coneixien com Magan.

## Història
Les troballes de Tell Abraq mostren una ocupació humana durant els períodes d'Umm al-Nar i l'edat del ferro, des d'aproximadament l'any 2200 abans de la nostra era fins al 200. En el nucli de l'assentament hi ha una gran fortificació circular construïda amb tova i revestida de pedra, d'uns 40 m de diàmetre i vuit d'alçada. S'ha conservat gràcies a una plataforma de tova de l'edat del ferro construïda sobre la fortificació. És la major de les torres distintives de la fortalesa d'Umm al-Nar que s'ha excavat als Emirats. A més a més d'una col·lecció d'edificis i fumerals d'Umm al-Nar, es van trobar edificis de tova que daten del segon i principis del primer mil·lenni abans de la nostra era.
La tomba d'Umm al-Nar de 6 m de diàmetre, que és a 10 m a l'oest de la torre, i feta amb carreus de calcària i còdols, contenia les restes d'uns 410 individus (276 adults). L'anàlisi de les restes ha demostrat que les persones malaltes i amb mobilitat reduïda rebien cures, i això apunta cap a una societat evolucionada, prou segura i pròspera com per a poder permetre's la compassió. Es va descobrir que una de les persones, una dona d'uns vint anys, patia poliomielitis, la qual cosa es considera el cas més antic d'aquesta malaltia de la història de la humanitat.
Així com en el cas d'Ed-Dur, hi ha proves de l'existència d'amplis vincles comercials entre els habitants de Tell Abraq i Mesopotàmia, l'Iran i la Vall de l'Indus. Entre les troballes han aparegut dos pesos cúbics harappa, joies d'àgata i cornalina característiques dels harappa i una figura d'ànec de vori, així com estany i vori procedents de l'Afganistan. Una pinta de vori i ceràmica trobades al jaciment s'han relacionat per la forma decorativa amb Bactriana.
A Tel Abraq, uns 600 bocins de ceràmica Barbar de vora vermella mostren vincles amb l'illa d'Umm al-Nar i amb els antics túmuls funeraris de Dilmun o Bahrain.
Tell Abraq conté la major col·lecció de restes de fauna descobertes en un jaciment d'Aràbia. S'hi criaven animals domèstics com ara ovelles, cabres i vaques, i es caçaven animals salvatges com gaseles i òrixs. El peix i el marisc, així com les tortugues i els dugongs del Golf Pèrsic, es consumien en abundància. Les excavacions han tret a la llum més de 100.000 despulles òssies d'animals.
Tant Tell Abraq com Shimal i Seih Al Harf a Ras al-Khaimah mostren una continuació dels períodes d'Umm al-Nar a Wadi Suq, tot i que Shimal ha produït una preponderància dels enterraments distintius de Wadi Suq. La torre de Tell Abraq estigué habitada durant tot aquest període, amb indicis d'un canvi en l'estil de vida dels ocupants i una major dependència del marisc. Altres possibles vincles entre aquests dos pobles (mitjançant Ed-Dur) els proporcionen les troballes de ceràmica de l'edat del ferro a Tell Abraq, que són artefactes semblants als de Shimal.(3)

## Arqueologia

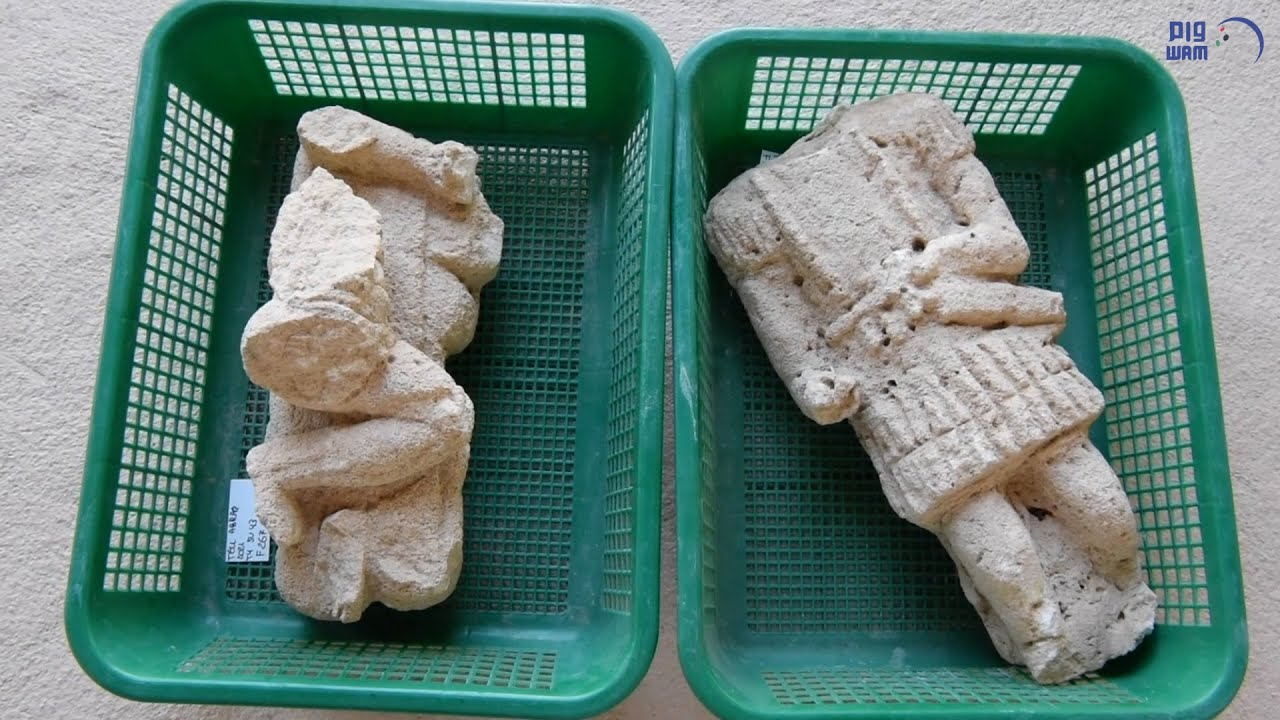
Dues estàtues del, d'estil hel·lenístic o part, trobades a Tell Abraq

El jaciment s'estudià en cinc campanyes arqueològiques entre el 1989 i 1998 per un equip de la Universitat de Copenhaguen dirigit per Daniel Potts. Els treballs, els va reprendre el 2007 un equip conjunt del Bryn Mawr College i la Universitat de Tübingen dirigit per Peter Magee. Es dedicaren a catalogar el jaciment existent, però el 2010 se n'emprengueren excavacions a gran escala. Una mostra de carbó vegetal de la zona de la base de la torre de la fortalesa d'Umm al-Nar donà una datació per radiocarboni del 2461-2199 abans de la nostra era).